# La Kaz
La Kaz était une émission de télévision française pour la jeunesse présentée par Yannick Zicot, diffusée de 2004 à 2005 sur Canal+, partiellement en clair.

## Programmes

### Séries
- Bertrand.çacom
- Delta State
- Excel Saga
- FullMetal Alchemist
- Great Teacher Onizuka
- Les Simpson
- Noir
- South Park

D'autres séries ont été diffusées sur Canal+, mais après la fin de vie de l'émission.
- Afro Samurai
- Argento Soma
- Monster
- Samurai Champloo

### Émission
- L'Album de la semaine